# Westernport
Westernport är en kommun (town) i Allegany County i Maryland. Vid 2010 års folkräkning hade Westernport 1 888 invånare.